# Rivula curvata
Rivula curvata là một loài bướm đêm trong họ Erebidae.